# 劉瑜 (東漢)
刘瑜（？—168年），字季节，广陵郡（今江苏省扬州市）人，汉武帝刘彻的后裔，广陵厉王刘胥的七世孙，广陵孝王刘霸六世孙，广陵靖王刘守玄孙，清河郡太守刘辩之子。漢朝宗室、官员。

## 生平
刘瑜年轻时好经学，最精通图谶、天文、历算之术。州郡礼请都不就任。延熹八年（165年），太尉杨秉推举他为贤良方正，等到了京师，上书陈事。
汉桓帝特诏召刘瑜问灾咎之征，指事案经谶回答。执政官员想要刘瑜闪烁其辞，改谈其它事情。刘瑜结果全心回答，一共八千余言，贴切当时的情况，汉桓帝最终没有采纳。后拜为议郎。
汉桓帝崩，大将军窦武想要诛杀宦官，于是引用刘瑜为侍中，又以侍中尹勋为尚书令，共同谋划。窦武失败，刘瑜、尹勋一同被害。刘瑜被杀后，宦官把他的上书全部焚烧，说是讹言。刘瑜子刘琬，传刘瑜之学，明占候，能著灾异。举方正，没有接受。

## 延伸阅读
[在维基数据编辑]
 《後漢書/卷57》，出自范晔《後漢書》